# 2009年横浜市長選挙
2009年横浜市長選挙は、政令指定都市である神奈川県横浜市の執行機関である市長を選出するため、2009年8月30日に投票が行われた日本の地方選挙である。

## 概要
中田宏市長が任期を7か月残した2009年7月28日に辞任を表明したことによって行われた選挙である。辞任した理由の一つに「衆院選と同日に市長選挙を行うことで大幅な経費節減ができること」を挙げたが、実際に同日選挙で行われた。告示日まで半月ほどしか期間がなかったことを特徴とする。
元ダイエー代表取締役会長で東京日産自動車販売社長の林文子が民主党の推薦を受けて出馬し、初当選した。

## タイムライン
- 7月28日 - 中田宏市長が辞任を表明。記者会見で述べた辞任の理由は以下のとおり。(1) 横浜開港150周年関連事業（開国博Y150）が一段落した。(2) 衆院選と同日に市長選挙を行うことで大幅な経費節減ができる。(3) 新市長が新年度の予算や機構改革、人事異動に着手できる[1]。
- 7月29日 - 市長選挙の日程は第45回衆議院議員総選挙と同じ8月30日と決まる[2]。
- 8月2日 - 民主党神奈川県連は、党関係者から、2008年まで横浜市青葉区に住んでいた東京日産自動車販売社長の林文子を紹介される。県連選挙対策委員長の水戸将史が林と面接。林は「不退転の決意で臨みたい」と強い意欲を示した[3]。
- 8月5日 - 自民党横浜市連の佐藤茂幹事長は、元JPモルガン証券副社長の中西健治と面談。佐藤は中西を「自民党的な思想を持っている。財政面では中田市長より明るい」と評価した[4]。
- 8月6日
  - 民主党神奈川県連幹部は、党本部で小沢一郎代表代行と協議。林、同党市議団が推す長野県副知事を務めた阿部守一副市長らを含む7人の候補者を検討し、最終的に林と阿部の2人に絞られた[4]。
  - 自民党横浜市連は中西を擁立する方針を発表した[4]。
- 8月7日
  - 民主党神奈川県連は横浜市内のホテルで緊急役員会を開催。笠浩史県連代表ら13人は約2時間協議し、その結果、中田の後継色がなく、経営者としての実績などから、林の擁立を決定した[3][5]。
  - 日本共産党は同県委員会常任委員の岡田政彦を党公認で擁立すると発表した[5]。
- 8月10日
  - 林は民主党推薦での立候補を正式に表明した。また同日、東京日産自動車販売社長を退任した[6]。
  - 中西は、自民党横浜市連の佐藤茂幹事長に対し「無所属で立候補する。推薦は受けられない」と伝えた[6]。
- 8月16日 - 横浜市長選挙告示。
- 8月17日 - 中田は地方自治法の規定によりこの日に辞任。

## 基礎データ
- 選挙事由：市長の辞職
- 告示日：2009年8月16日
- 投票日：2009年8月30日
- 選挙当日の有権者数：2,960,336名[7]

男性：1,481,446名
女性：1,478,890名

## 選挙結果
各候補の得票率
※当日有権者数：2,960,336人 最終投票率：68.76%（前回比：+33.46pts）
| 候補者名   | 年齢 | 所属党派   | 新旧別 | 得票数    | 得票率 | 推薦・支持                      |
| ---------- | ---- | ---------- | ------ | --------- | ------ | ------------------------------- |
| ■ 林文子   | 63   | 無所属     | 新     | 910,297票 | 45.85% | （推薦）民主党 （支持）国民新党 |
| ■ 中西健治 | 45   | 無所属     | 新     | 874,626票 | 44.06% |                                 |
| ■ 岡田政彦 | 43   | 日本共産党 | 新     | 200,283票 | 10.09% |                                 |